# Райкович Андрій Павлович
Андрій Павлович Райкович (нар. 7 квітня 1956, м. Таллінн, Естонія) — український політик, Кропивницький міський голова (з 27 листопада 2015 року). Голова Кіровоградської обласної державної адміністрації з 7 березня 2022 року.

## Життєпис

### Освіта
Закінчив Кіровоградський інститут сільгоспмашинобудування. Інженер-електрик (1982), економіст (1995).

### Трудова діяльність
1977 — електрик комбінату «Будіндустрія» Кіровоградського облміжколгоспбуду.
З 1977 по 1979 — служба в армії.
З 1979 по 1985 — старший інженер-енергетик Долинського птахокомбінату.
З 1985 по 1986 — інструктор Долинського районного комітету КПУ.
З 1986 по 1988 — очолював Долинський комбінат хлібопродуктів, з 1988 по 1990 — Долинський птахокомбінат.
З 1990 по 2006 — директор, голова правління, голова наглядової ради Кіровоградського птахокомбінату.
З 2006 по 2015 — голова наглядової ради, генеральний директор акціонерного товариства "М'ясокомбінат «Ятрань».
Був депутатом Кіровоградської обласної ради.
У 2015 році Райкович став мером міста Кропивницький. Як показує статистика, з усього того, що він обіцяв, було виконано 62 %, провалено — 19 %, ще 15 % мають бути реалізованими.
З 7 березня 2022 року — голова Кіровоградської обласної державної адміністрації.

## Нагороди
- Заслужений працівник сільського господарства України (1997)[7].
- Орден «За заслуги» III (1998)[8], II (2001)[9], I ст. (2006)[10].
- Орден князя Ярослава Мудрого V ст. (2017)[11].